# Artère pancréatico-duodénale supéro-postérieure
L'artère pancréatico-duodénale supéro-postérieure est une artère systémique de l'abdomen et une branche collatérale de l'artère gastro-duodénale

## Origine
L'artère pancréatico-duodénale supéro-postérieure nait derrière la première portion du duodénum à proximité du bord supérieur du pancréas.

### Variations
L'artère pancréatico-duodénale supéro-postérieure peut naître directement de l'artère hépatique commune ou de l'artère mésentérique supérieure.
Elle peut également naître par un troc commun avec l'artère pancréatico-duodénale supéro-antérieure

## Trajet
L'artère pancréatico-duodénale supéro-postérieure descend le long de la face postérieure de la tête du pancréas.
Elle chemine parallèlement au conduit cholédoque en croisant la veine porte.

## Branches
L'artère pancréatico-duodénale supéro-postérieure donne des rameaux pancréatiques pour la tête du pancréas et des rameaux duodénaux pour la paroi postérieure du duodénum descendant.

## Anastomoses
L'artère pancréatico-duodénale supéro-postérieure s'anastomose avec l'artère pancréatico-duodénale postéro-inférieure pour former l'arcade pancréatico-duodénale postérieure qui permet la collatéralité entre le tronc cœliaque et l'artère mésentérique supérieure.